# شهرک پسرها (فیلم)
شهرک پسرها (انگلیسی: Boys Town) فیلمی در ژانر زندگی‌نامه‌ای و درام به کارگردانی نورمن تاروگ است که در سال ۱۹۴۱ منتشر شد.

## بازیگران
- اسپنسر تریسی
- میکی رونی
- هنری هال
- جین رینولدز
- آدیسون ریچاردز
- مینور واتسون
- تامی نونان
- لسلی فنتون
- کین ریچموند
- رابرت گلکلر

## جوایز
| جایزه                                 | نتیجه    | برنده                                           |
| ------------------------------------- | -------- | ----------------------------------------------- |
| جایزه اسکار بهترین فیلم               | نامزدشده | مترو گلدوین مایر (جان دابلیو. کونسیدین جونیور.) |
| جایزه اسکار بهترین کارگردانی          | نامزدشده | نورمن تاروگ                                     |
| جایزه اسکار بهترین بازیگر نقش اول مرد | برنده    | اسپنسر تریسی                                    |
| جایزه اسکار بهترین فیلم‌نامه اقتباسی   | نامزدشده | جان میئن و دور شری                              |
| جایزه اسکار بهترین فیلم‌نامه اصلی      | برنده    | الینور گریفین و دور شری                         |